# Glomeris maerens
Glomeris maerens är en mångfotingart som beskrevs av Carl Graf Attems 1927. Glomeris maerens ingår i släktet Glomeris och familjen klotdubbelfotingar. Inga underarter finns listade i Catalogue of Life.